# Chah Soleiman II
Pour les articles homonymes, voir Soleiman.
Soleiman II (en persan : شاه سلیمان دوم / Šâh Soleymân-e Dovvom), de son vrai nom Mir Sayyed Mohammad, fut chah d'Iran entre 1749 et 1750. Il était le douzième chah de la dynastie Safavide.
Il ne règne que sur des petites portions du territoire iranien, ayant sa capitale à Mechhed, puisque Nader Chah a pris le pouvoir sur la majorité de l'Iran depuis 1736 pour fonder la dynastie Afcharide.